# Calum Kerr
Calum Robert Kerr (né le 5 avril 1972) est un homme politique du Parti national écossais qui est député de Berwickshire, Roxburgh et Selkirk de 2015 à 2017. Au cours de son mandat au Parlement, il est le porte-parole du SNP pour l'environnement et les affaires rurales à la Chambre des communes.

## Jeunesse
Kerr est né à Galashiels . Il fréquente le lycée Peebles où son père est le directeur puis étudie l'histoire à l'Université de St Andrews . Avant la politique, il travaille dans les ventes pour des sociétés informatiques, notamment Avaya.

## Carrière politique
Le siège, et ses prédécesseurs Tweeddale, Ettrick et Lauderdale et Roxburgh, Selkirk et Peebles, est détenu par les libéraux-démocrates écossais et le Parti libéral écossais depuis 1965.
Kerr est élu aux élections générales de mai 2015 . Il est le porte-parole du SNP pour l'environnement et les affaires rurales à la Chambre des communes .
Il est candidat à sa réélection aux élections générales de 2017, mais est battu par John Lamont du Parti conservateur, qui remporte une majorité de 11 060 voix. Il s'est de nouveau présenté en 2019 mais est battu, bien qu'il ait réduit la majorité conservatrice.